# Pierre Bayle

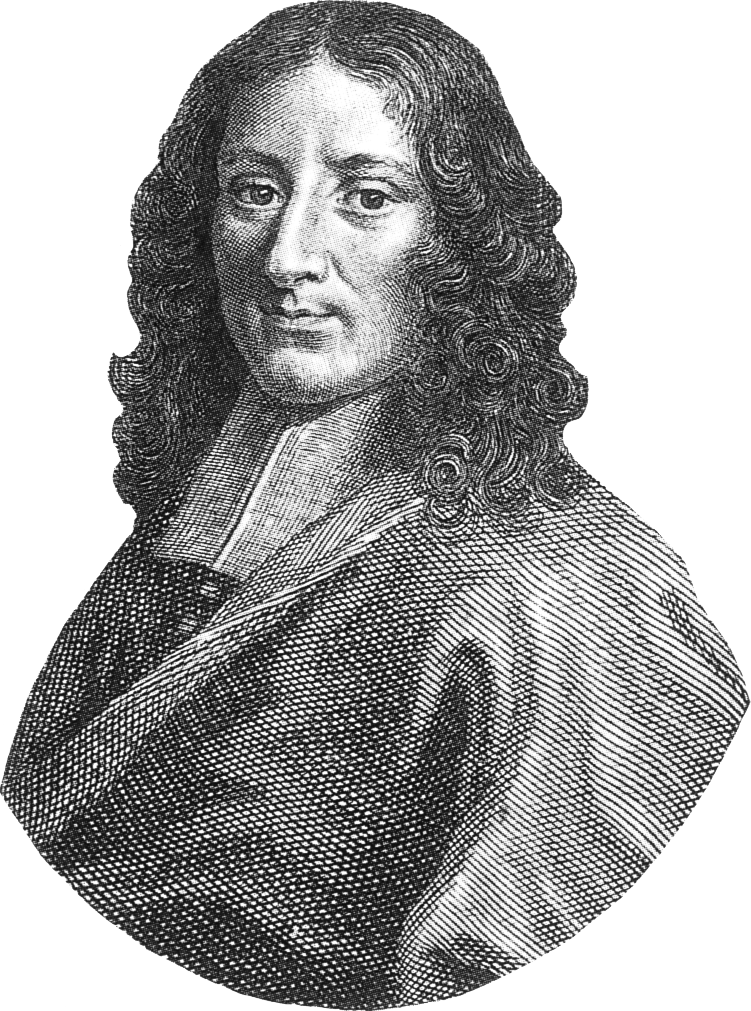
Pierre Bayle, Porträt von Pierre Savart (1774)

Pierre Bayle [pjɛʁ bɛl], [pjɛʁ bail] (* 18. November 1647 in Le Carla, heute: Carla-Bayle, Département Ariège (Okzitanien); † 28. Dezember 1706 in Rotterdam) war ein französischer Schriftsteller und Philosoph.
Bayle gilt zusammen mit dem zehn Jahre jüngeren Bernard le Bovier de Fontenelle als zentrale Figur der Aufklärung. Sein wichtigstes Werk ist das Dictionnaire historique et critique (1697).

## Leben und Schaffen
Bayle wuchs in einem evangelischen Pfarrhaus auf. Er wurde in einem Pyrenäendorf als Sohn eines hugenottischen Predigers Jean Bayle († 1685) und dessen Ehefrau Jeanne Bayle, geb. de Bruguière († 1681) als zweiter Sohn von zwei Geschwistern geboren. Er wuchs in einer okzitanisch geprägten sprachlichen Umgebung auf. Ab dem Jahr 1666 studierte er an der protestantischen Akademie von Puylaurens (Département Tarn), Académie de Montauban et de Puylaurens. Dort musste er seine Kompetenz in der Französischen Standardsprache verbessern.
1669 wechselte er auf das Jesuiten-Kolleg von Toulouse, dort gewährte man ihm ein Stipendium und am 16. März 1669 konvertierte er zum Katholizismus. Nach seinem Schulabschluss im August 1670 aber verließ er Toulouse. 18 Monate später machte er seine Konversion rückgängig und flüchtete als relaps (Renegat) ins calvinistische Genf. Ein Rückfälliger (relaps) zu sein, war durch Sanktionen belegt, so drohte ab 1663 ein Bußgeld, seit 1665 dann die Verbannung und seit 1669 sogar eine Enteignung des Besitzes.
In der calvinistisch geprägten Stadt Genf mit ihrer wechselnden Geschichte in der Neuzeit verdingte er sich von September 1670 bis Juni 1674 als Hauslehrer, précepteur und beschäftigte sich mit Philosophie, insbesondere mit derjenigen von René Descartes. Danach ging er, ebenfalls als Hauslehrer, nach Rouen und Paris, wo es zu dieser Zeit noch größere reformierte Gemeinden gab. Er blieb dort in seinen Tätigkeiten bis zum Juni 1681.
1675 wurde er Philosophieprofessor an der protestantischen Akademie Sedan, Académie de Sedan in der Champagne. Als die Akademie 1681 im Rahmen der zunehmenden Einschnürung des französischen Protestantismus durch Frankreich geschlossen wurde, ging Bayle, wie so viele calvinistische französische Intellektuelle, nach Holland und erhielt im Oktober 1681 in Rotterdam am neu eröffneten Städtischen Gymnasium, schola illustris eine Professur für Philosophie und Geschichte.
Seinem ehemaligen Freund Pierre Jurieu, den er aus den Tagen seiner Lehrtätigkeit an der Académie de Sedan kannte, verhalf er an der schola illustris zu einer Professur für Theologie. Auch Jurieu hatte sich kritisch geäußert und weil er wegen seines im Druck befindlichen Werkes La Politique du clergé de France Verfolgung befürchtete, zog er schließlich eine Berufung nach Rotterdam vor.
1682 publizierte der Aufklärer sein erstes Buch: Lettre sur la comète de 1680 („Brief über den Kometen von 1680“), das 1683 erweitert als Pensées diverses sur la comète de 1680 („Verschiedene Gedanken über den Kometen von 1680“) erschien. Hierin widerlegt Bayle zunächst die abergläubischen Vorstellungen, die man mit Kometen verband, und er wirbt für die Idee, dass alles Wissen ständig kritisch überprüft werden muss. Bayle verteidigt zwar verbal den christlichen Glauben gegen den Unglauben, der sich in dieser Zeit zu verbreiten begann, entwirft aber zugleich die Grundlagen einer nicht religiös bestimmten Moral bzw. Ethik, wobei er – entgegen der damals allgemein verbreiteten Meinung – davon ausgeht, dass ein Atheist nicht zwangsläufig auch sittenlos sein und unmoralisch handeln müsse.
Von 1684 bis 1687 war Bayle mit Hilfe des Druckers Henri Desbordes (1649–1722) der Herausgeber und wichtigster Beiträger der literarischen und wissenschaftlichen Zeitschrift Nouvelles de la République des Lettres („Nachrichten aus der Republik der Bildung“), die sich an jenes über ganz Europa verstreute geistig interessierte Publikum richtete, das das Französische als die Sprache von Literatur, Philosophie und Wissenschaft beherrschte. Die Zeitschrift wurde in Rotterdam herausgegeben. Bayle verkörperte mit der Herausgabe der Zeitschrift den neuen Typ des Wissenschaftsorganisators und -journalisten, der die Kommunikation als solche zum Beruf machte.
Als am 17. Oktober 1685 Ludwig XIV. das von Heinrich IV. erlassene Toleranzedikt aufhob (das berühmte Édit de Nantes) und damit die Flucht von über 200.000 Protestanten aus Frankreich bewirkte, reagierte Bayle mit zwei kritischen Schriften: Ce que c'est que la France toute catholique sous le règne de Louis le Grand („Was das allerkatholischste Frankreich unter der Herrschaft Ludwigs des Großen [in Wahrheit] ist“, 1686), wo er die religiöse Intoleranz und die Verquickung von Staat und Kirche brandmarkt, sowie Commentaire philosophique sur ces paroles de Jésus-Christ „Contrains-les d'entrer“ („Philosophischer Kommentar zu den Worten Christi 'Nötige sie hereinzukommen'“, 1687), wo er Gewissensfreiheit fordert, auch für Andersgläubige und Atheisten, und zwar nicht nur als moralisches Prinzip, sondern als ein Gebot der Vernunft. Die Bereiche des Staates wollte er von denen der Religion abgrenzen.
Im selben Jahr wurde sein Bruder Jacob (1631–1685) verhaftet und nach Bordeaux ins Gefängnis geschafft, wo er nach einem halben Jahr starb.
Schon seit den Pensées war Bayle nicht nur den Katholiken suspekt, sondern auch vielen Protestanten, die seine rationalistische und liberale Haltung in Konfessions- und Glaubensfragen als verkappten Deismus, wenn nicht Atheismus betrachteten. Von protestantischer Seite, insbesondere durch Pierre Jurieu, einen früheren Kollegen aus Sedan, wurde er deshalb heftig attackiert, als man ihm, wohl nicht zu Unrecht, die anonyme Schrift Avis important aux réfugiés („Wichtiger Ratschlag an die Flüchtlinge“, 1690) zuschrieb, worin vor den Umtrieben der Scharfmacher unter den emigrierten Hugenotten gewarnt wird, die Holland und England in einen Rachekrieg gegen Ludwig XIV. zu treiben suchten.
1693 verlor Bayle seine Professur und widmete sich ganz der Arbeit an seinem Dictionnaire historique et critique (2 Bde. 1695/96, 4 Bde. 1702), das ein holländischer Verleger quasi bestellt und vorfinanziert hatte. Dieses sollte ursprünglich eine verbesserte Version von Grand Dictionnaire historique (1674 u. ö.) sein, eines Namens- und Personenlexikons des Jesuiten Louis Moréri, entwickelte sich aber zu einem Nachschlagewerk neuen Typs. Bayle beschränkte sich nicht auf eine Bestandsaufnahme des zeitgenössischen Wissens über historische Personen und Figuren (insbesondere auch solche der Bibel), sondern er versuchte darüber hinaus und vor allem eine kritische Sichtung dieses Wissens. Hierzu führte er als bahnbrechende Neuerung ein, dass er die eigentlichen Artikel kurz hielt und auf das Faktische beschränkte, ihnen aber ausführliche, teils mehrere Spalten lange Fußnoten beigab, in denen er Quellen und Autoritäten zitierte, und zwar häufig solche, die sich widersprechen, womit er den Leser zum Hinterfragen scheinbar verbriefter Tatbestände und zum eigenen Denken und Entscheiden zwang. Bayle demonstrierte so, dass Geschichtsschreibung nicht, wie man zuvor meist stillschweigend annahm, im bloßen Sammeln und Darstellen der Fakten besteht, sondern die Fakten selbst schon problematisch sind und ihre kritische Rekonstruktion und Interpretation die Kernaufgabe historischer Forschung bildet. Laut Ernst Cassirer wurde Bayle damit zum „eigentlichen Schöpfer der historischen Akribie“.

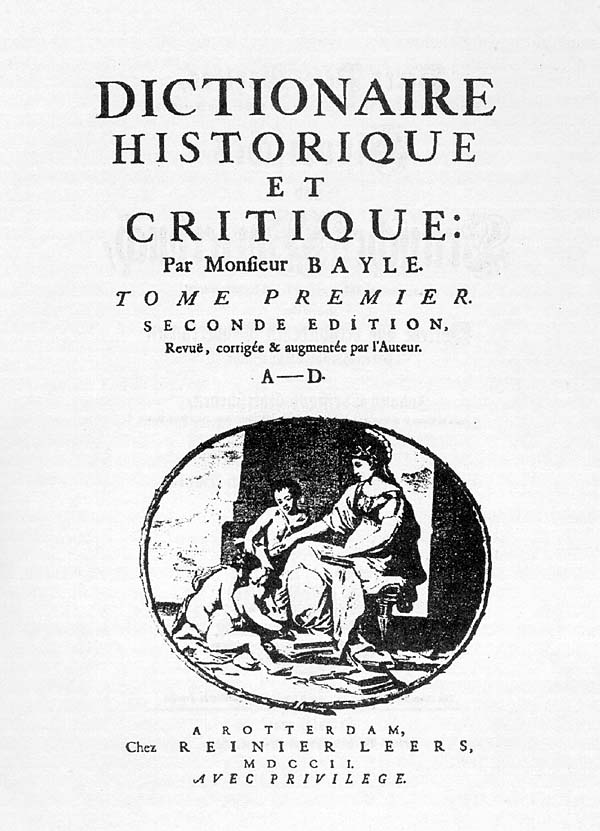
Erste Ausgabe des Dictionnaire historique et critique publiziert in Rotterdam (1697)

Aufgrund seiner rational fundierten skeptischen Argumentationen unterschied Bayle streng zwischen Glaube bzw. Meinung und Wissen. Die Möglichkeit, absolut wahrer Erkenntnis bestritt er, betonte aber seinen persönlichen Glauben an die letztlich unbegreifliche christliche Religion.
Als Grundlage dieser dritten Klarstellung stelle ich zunächst diesen unbestreitbaren Grundsatz auf:
Das Christentum gehört einer übernatürlichen Ordnung an, und sein Fundament ist die höchste Autorität Gottes, der uns Geheimnisse mitteilt, nicht damit wir sie begreifen, sondern damit wir sie in aller Demut glauben, die wir dem unendlichen Wesen schulden, das weder täuschen noch getäuscht werden kann.
Auf dieser Grundlage stellte er fest:
Daß ich niemals eine Lehre als meine persönliche Meinung vorbringe, die sich gegen die Artikel des Glaubensbekenntnisses der reformierten Kirche richtet, in der ich geboren bin und zu der ich mich bekenne.
Bayles Lexikon erlebte bis 1760 mehr als 10 Auflagen. Es wurde die erste kritische und für das gebildete Publikum bestimmte Zusammenfassung der von der frühen Aufklärung gewonnenen Erkenntnisse. Eine dt. Übersetzung, verfasst von mehreren anonymen Mitarbeitern unter Leitung des bekannten Literaten Johann Christoph Gottsched, erschien 1741–44 als „Peter Baylens historisches und kritisches Wörterbuch“ in Leipzig.
Bayle selbst erlebte seine Anerkennung jedoch nicht mehr. Seine letzten Lebensjahre verbrachte er mit Verteidigungsschriften gegen die Anwürfe, die ihm sein Lexikon eintrug, und in Polemiken gegen Pierre Jurieu sowie andere reformierte Theologen. Autographen von ihm werden unter anderem in der Gottfried Wilhelm Leibniz Bibliothek verwahrt.
Seit 1699 war er korrespondierendes Mitglied der Académie des sciences.

## Werke

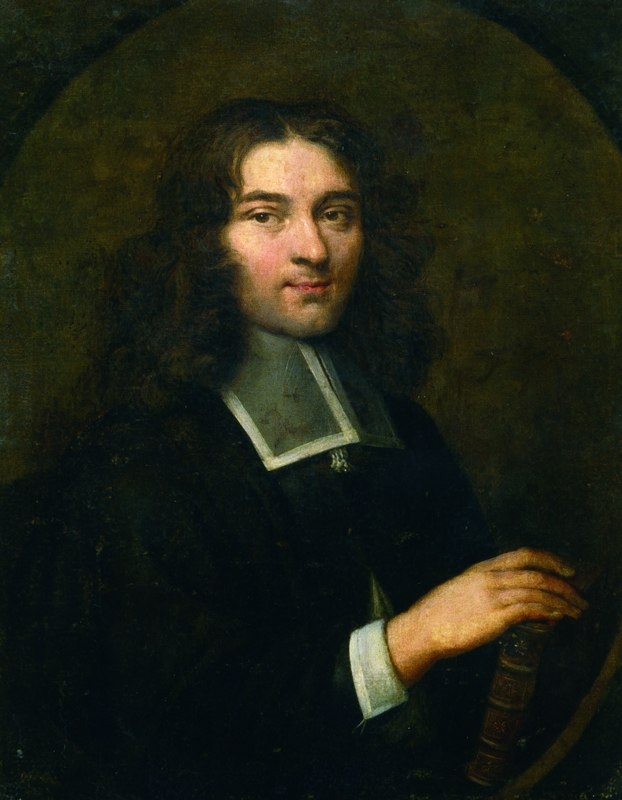
Pierre Bayle um das Jahr 1675, ein Gemälde von Louis Ferdinand Elle sen.

- Pensées diverses, écrites à un docteur de Sorbonne, à l'occasion de la comète qui parut au mois de décembre 1680. Leers, Rotterdam 1683–1694.
  - Kritische Edition: A. Prat und P. Rétat (Hrsg.): Pensées diverses sur la comète. Cornély, Paris 1911–12, Neuauflage: 1984, 1994.
  - deutsch als: Johann Christoph Gottsched (Übers.), Johann Christoph Faber (Hrsg.): Verschiedene einem Doktor der Sorbonne mitgeteilte Gedanken über den Kometen, der im Monat Dezember 1680 erschienen ist (= Reclams Universal-Bibliothek, Band 592). Verlag Philipp Reclam jun., Leipzig 1975.
  - englisch als: Robert C. Bartlett (Übersetzer und Essay): Various Thoughts on the Occasion of A Comet. State University of New York Press, Albany 2000, ISBN 0-7914-4547-X.
- Addition aux Pensées diverses sur les comètes. Rotterdam 1694 (books.google.de).
- Continuation des Pensées diverses... Rotterdam 1705 (Band 1, Band 2).
- Dictionnaire historique et critique. 2 Bände, Leers, Rotterdam 1697, viele Auflagen.
  - deutsch als: Johann Christoph Gottsched (Übers., Anmerkungen): Herrn Peter Baylens Historisches und Critisches Wörterbuch. Breitkopf, Leipzig 1741–1744, Nachdruck: Olms, Hildesheim 1997, Ausgabe von 1813, Leipzig & Lübeck online bei google-books, (auch pdf, 52 MB).
  - Günter Gawlick und Lothar Kreimendahl (Übers. und Hrsg.): Historisches und kritisches Wörterbuch (= Philosophische Bibliothek, Band 542 und 582). Meiner, Hamburg 2002 und 2006, ISBN 3-7873-1619-1, ISBN 978-3-7873-1786-8.
- Martine Pécharman (Einführung): Supplément du Commentaire philosophique (= Y. C. Zarka, F. Lessay und J. Rogers (Hrsg.): Les fondements philosophiques de la tolérance. Band 3). Presses Univ. de France, Paris 2002, ISBN 2-13-052206-8.
- Roland Oberson (Einführung): Personnages de l'affaire Abélard et considérations sur les obscénités. L’âge d'homme, Lausanne 2002, ISBN 2-8251-1632-7.
- Elisabeth Labrousse et al. (Hrsg.); A. McKenna (Einführung): Correspondance de Pierre Bayle. mehrere Bände, The Voltaire Foundation, Oxford 1999ff.
- ÉDITION ÉLECTRONIQUE DE LA CORRESPONDANCE DE PIERRE BAYLE
- Jean-Michel Gros und Jacques Chomarat (Einführung): Pour une histoire critique de la philosophie. Choix d'articles philosophiques du Dictionnaire historique et critique. H. Champion, Paris 2001, ISBN 2-7453-0422-4.
- Antony McKenna (Hrsg.): Pierre Bayle, témoin et conscience de son temps. H. Champion, Paris 2001, ISBN 2-7453-0313-9.
- Sally L. Jenkinson (Hrsg. und Übers.): Political Writings. Cambridge University Press, Cambridge 2000, ISBN 0-521-47094-3.
- Jean-Michel Gros (Hrsg.): De la tolérance. Commentaire philosophique. Presses Pocket, [Paris] 1992, ISBN 2-266-04763-9.
- F. Charles-Daubert und P.-F. Moreau (Hrsg.): Pierre Bayle, Écrits sur Spinoza. Berg Int. Éd., Paris 1983.
- Pierre Bayle: Toleranz – Ein philosophischer Kommentar. Herausgegeben von Eva Buddeberg und Rainer Forst. Aus dem Französischen von Eva Buddeberg unter Mitwirkung von Franziska Heimburger. Frankfurt a. M.: Suhrkamp, 2016. suhrkamp taschenbuch wissenschaft 2183. ISBN 978-3-518-29783-4.